# Weltausstellung Mailand 1906
Die vom Bureau International des Expositions (BIE) anerkannte Weltausstellung 1906 in Mailand (it: Esposizione internazionale del Sempione) fand zwischen dem 28. April und dem 11. November 1906 statt und wurde anlässlich der Eröffnung des Simplontunnels durchgeführt. 50 Länder und 27.000 Aussteller beteiligten sich an der Ausstellung. Die Ausstellung soll zwischen 7,5 und 10 Millionen Besucher angezogen haben.
Das Ausstellungsgelände von insgesamt 100 Hektar bestand aus einer Grünfläche hinter dem Castello Sforzesco, dem heutigen Simplonpark und dem rund 3 Kilometer entfernten heutigen Gebiet der Messe Mailand. Eine elektrische Hochbahn verband die beiden Ausstellungsflächen.

## Geschichte
Das Thema der Weltausstellung in Mailand war der Verkehr. Drei Wochen nach der Eröffnung der Ausstellung wurde am 19. Mai 1906 der rund 20 km lange Simplontunnel in Betrieb genommen. Sie war ursprünglich für das Jahr 1905 geplant, musste aber wegen Verzögerungen beim Bau des Tunnels um ein Jahr verschoben werden.
Die Ausstellung in Mailand verfügte über einen Ballonpark und eine Abteilung zum Thema Luftfahrt, in der mehrere Luftschiffe zu sehen waren. Ein Pavillon widmete sich dem aufkommenden Automobil und eine Abteilung der Eisenbahn.
Bedeutend war auch die Hygieneausstellung mit einer breiten Auswahl an medizinischen Exponaten. Im Pavillon der Angewandten Künste waren vor allem italienische Künstler und Designer vertreten.

## Gebäude
Am 28. April 1906 wurde im Rahmen der Weltausstellung das Acquario Civico di Milano eröffnet. Das Aquarium ist das einzig erhaltene Gebäude der Weltausstellung von 1906 und befindet sich im Simplonpark.
Am 3. August brach ein Feuer aus, das mehrere Gebäude und Pavillons zerstörte, darunter den Pavillon der Angewandten Künste. In einem Zeitraum von 40 Tagen wurden die Räumlichkeiten wieder aufgebaut und von König Viktor Emanuel III. neu eröffnet.

## Bildergalerie

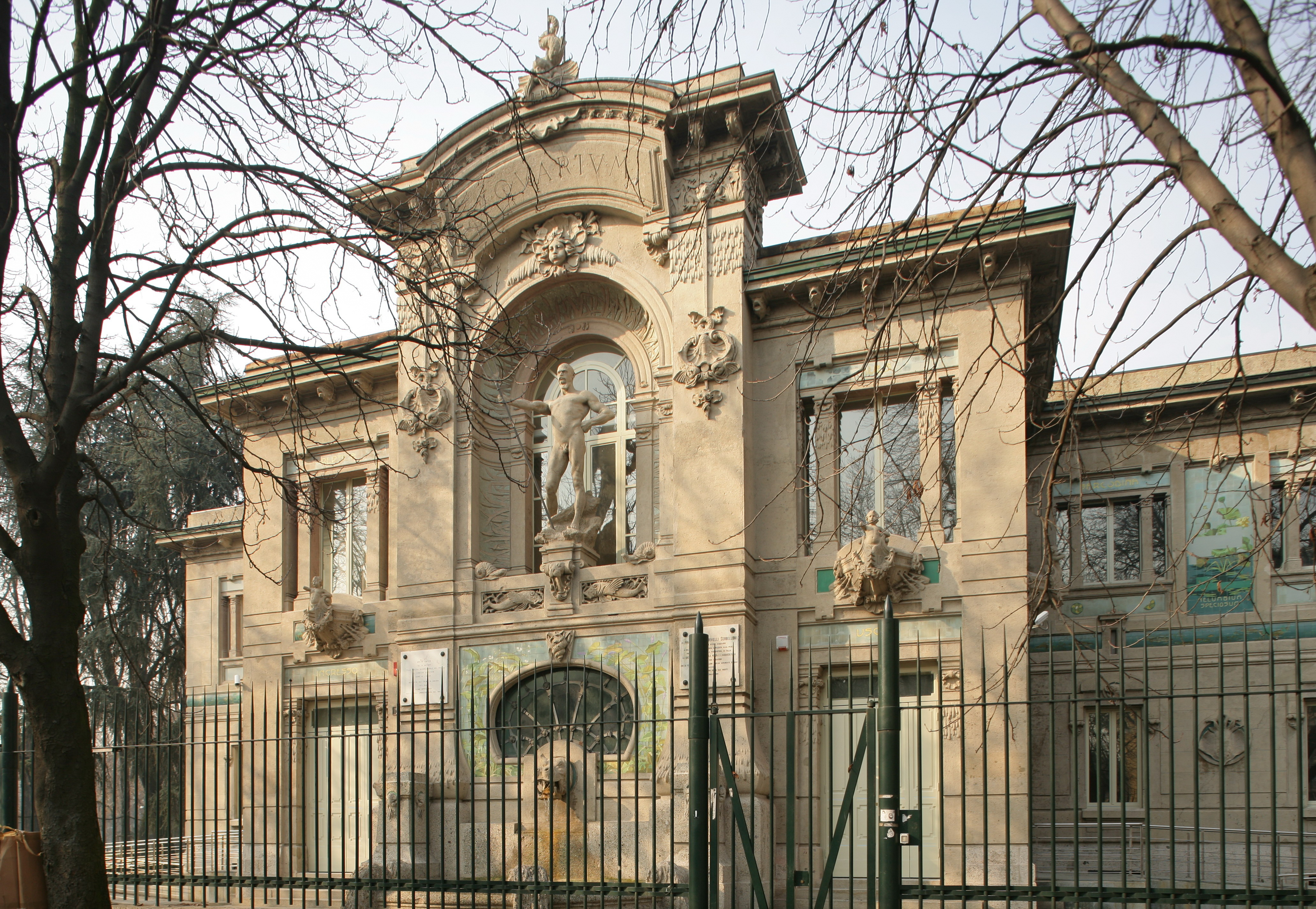
Das für die Weltausstellung erbaute Acquario Civico di Milano
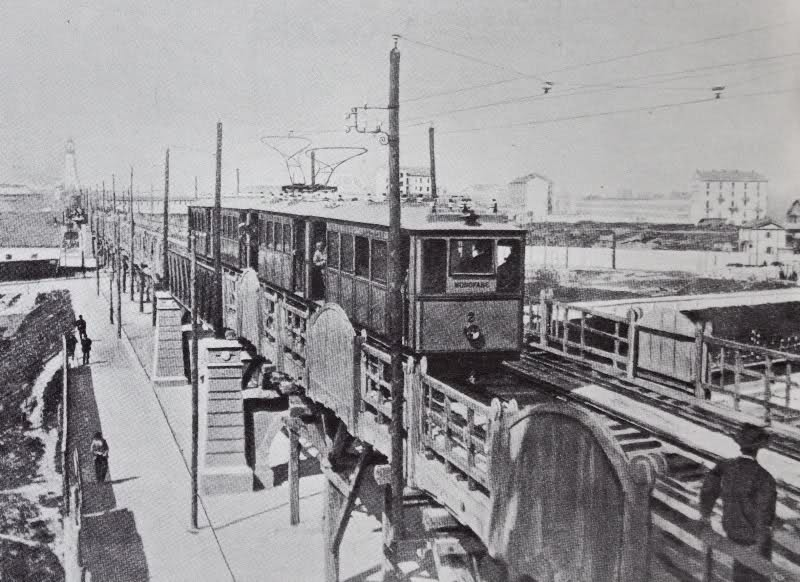
Elektrische Hochbahn an der Ausstellung 1906
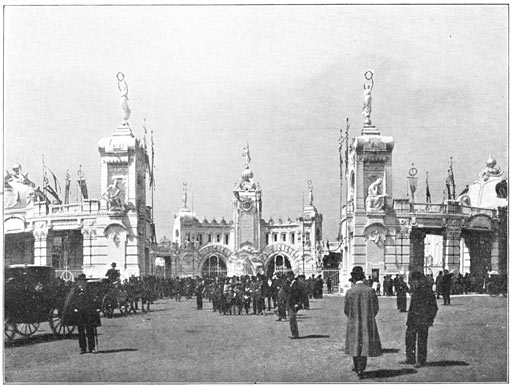
Eingang zum Ausstellungsgelände von der Via Gadio
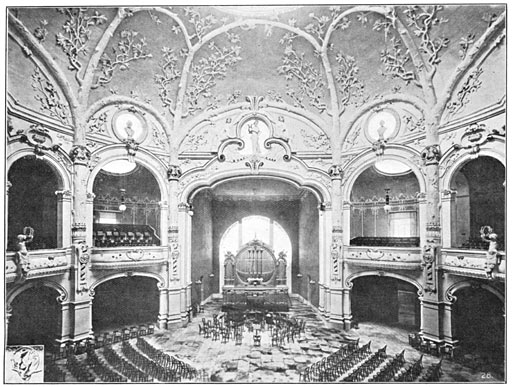
Festsaal an der Weltausstellung von 1906
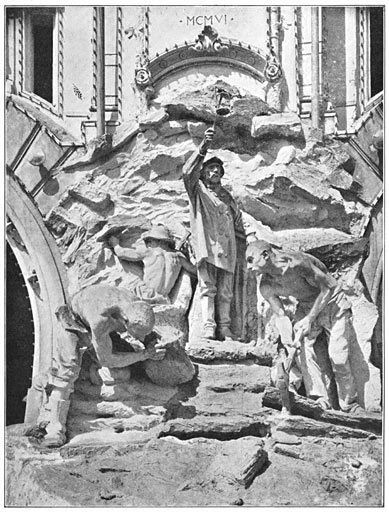
Erinnerungsdenkmal an die Arbeiten am Simplontunnel